# خدمة الدراسات العليا
خدمة الدراسات العليا (أو التطوع بعد التخرج) هي مجموعة من الالتزامات التي يمكن للأشخاص الذين تخرجوا مؤخرًا بشهادة جامعية أن يتطوعوا في مجتمع محتاج. وتتم مناقشة خدمة الدراسات العليا ضمن إطار الكليات والجامعات، وتعتبر بديلاً لدخول القوى العاملة أو الذهاب إلى مدرسة الدراسات العليا أو المهنية.
يعمل متطوع الدراسات العليا في منظمة غير ربحية على أساس التفرغ وعلى المدى الطويل. يمكن أن يكون لدى المنظمات غير الربحية برامج داخلية لتولى مثل هؤلاء المتطوعين. ولكن ما هو أكثر شيوعا عن طريق «خدمة الدراسات العليا» عندما الخريجين المهتمين في خدمة من هذا النوع تصبح المتقدمين لبرامج أوسع التي لديها علاقات مع متعددة (في حالة أميريكوربس (بالإنجليزية: AmeriCorps)‏، الآلاف) غير ربحية. هذه البرامج، عند قبول الخريج، «ضعه» مع منظمة غير ربحية. يمكن أن يشبه التوظيف المدفوع الأجر وعادة ما يتطلب التزامًا بسنة (أو سنتين).

## المصطلح
وفي الدوائر الأوسع نطاقا، ينزع مصطلحا «الخدمة» و «التطوع» إلى الاحتكام عندما يكون الشخص غير مدفوع الأجر. وهكذا، فإن هذه الشهادات تستخدم بطريقة مختلفة نوعا ما، حيث أن الكثيرين ممن يشاركون في خدمة الدراسات العليا يُمنحون رواتب أو يُعوضون. هناك برامج تهتم بمعالجة هذا الأمر – من خلال الإشارة إلى المشاركين فيها على أنها «أعضاء» وليس «متطوعين». وهناك أيضا بعض البرامج المصممة للطلاب المتخرجين مؤخرا، مثل «علّم من أجل أميركا»، التي لها أوجه تشابه معينة مع خدمة الدراسات العليا ولكنها تقدم للأعضاء أكثر من مجرد تعويض ولكن رواتب كاملة، وبالتالي لا تعتبر عموما خدمة الدراسات العليا. ومع ذلك، مع كون خدمة الدراسات العليا مصطلحاً شاملاً له معنى من حيث أن طلاب الجامعات والموظفين يستخدمونها ويجدونها مفيدة، فإن هذه الاستثناءات والاستثناءات ليست ذات أهمية كبيرة.

## الاختلافات في خدمة الدراسات العليا
تختلف المنظمات التي تناسب هذا المصطلح الشامل في عدة طرق مهمة مثل تلك التي تأخذ على المتطوعين من خريجي الدراسات العليا، إما لاستخدامهم الخاص أو لوضعهم مع منظمات غير ربحية منفصلة.

### الطابع الحكومي
وقد أطلقت الحكومة الاتحادية للولايات المتحدة برامجها الخاصة التي تهدف إلى وضع المتطوعين في أماكن داخل البلد أو في العالم تم تحديدها على أنها بحاجة إلى هذه الخدمة. تأسست مؤسسة الخدمة الوطنية والمجتمعية في عام 1993، وبينما تأخذ المتطوعين من جميع الأعمار عبر برامج متعددة، فإن برنامج أميريكوربس (بالإنجليزية: AmeriCorps)‏ هو خيار يختاره العديد من خريجي الجامعات الجدد. وفي الوقت نفسه، فإن فيلق السلام موجود منذ عام 1961، حيث وضع المتطوعين في فقر العالم الثالث (من بين سياقات أخرى)، وأنهم قد يكونون شركاء في جهود المجتمعات المحلية الرامية إلى تحسين الذات. ومع فهم هذه البرامج على أنها «خدمة حكومية للدراسات العليا»، فإن معظم ما يعتبر خدمة الدراسات العليا غير حكومية.

### الموقع
فبعض المنظمات تضع متطوعين في الخدمة المنزلية، بينما تعمل منظمات أخرى في الخدمة الدولية (تشير «المحلية» هنا إلى الولايات المتحدة الأمريكية). وبالإضافة إلى فيلق السلام، فإن أمثلة برامج الخدمة الدولية للخريجين ستكون في فيلق متطوعي اليسوعية الدولية والراعي الصالح الدولي للمتطوعين. وتشمل البرامج المحلية سيتي متطوعين ولوريتو (بالإنجليزية: Loretto)‏. موازيا، المنظمات غير الربحية التي لديها برامجها الخاصة لاتخاذ على المتطوعين بدوام كامل والتي هي محلية تشمل مزرعة الناصرة وبيت أماتي. وتشمل المنظمات غير الربحية التي لديها برامج خاصة بها للأخذ بالمتطوعين بدوام كامل والتي هي دولية مزرعة الطفل ومركز الأولاد العاملين.

### الطابع الديني
يمكن أن تختلف المنظمات في طابعها الديني. فبعض البرامج علمانية تماماً (أو غير دينية) وبعضها قائم على العقيدة، بما في ذلك الانتماء إلى الأديان أو الطوائف أو المعاهد الدينية. العديد من المنظمات التي من شأنها أن تسمى برامج خدمة الدراسات العليا هي في الواقع لا يوجد المرسل / ذراع المتطوعين من معهد ديني معين أو مجتمع الحياة الرسولية. وهذا يشمل بعض البرامج التي سبق تسميتها، فضلا عن متطوعي أوغستين، والمتطوعين الراعي الصالح، والمتطوعين الدومينيكيين، وماريكناول لاي البعثات، وكابش بعثة كابريني (الأخوات كابريني)، والأخوات الصغيرات من الأسرة الافتراض في البعثة (الأخوات الصغيرات من الافتراض).

### الإسكان
يختلف الوضع السكني والمعيشي للمتطوعين في مرحلة الدراسات العليا بشكل كبير بين البرامج. بعض مساكن المتطوعين ستُؤهل كمجتمع مقصود. وفي مثل هذه الحالات، قد لا يُتوقع من المتطوعين أن يساهموا في تكاليف السكن، كما هو الحال عندما يكون المنزل تابعاً لبرنامج خدمة الدراسات العليا أو يدفع ثمنه. وفي حالات أخرى، يُتوقع من المتطوعين أن يشتروا مساكنهم الخاصة.

### قيم وفلسفات البرامج
بعض الاختلافات تكمن في فلسفات البرنامج. العديد من المنظمات التي تُؤشّن أو تأخذ متطوعين لديها نُهج متمايزة للخدمة، وغالباً ما تدمج فهمها للخدمة مع القيم أو «الركائز» التي تعرض رؤيتها لكيفية عيش المتطوع (أو الشخص عموماً). على سبيل المثال، يعرّف فيلق المتطوعين اليسوعيين «قيمه» بأنها العدالة الاجتماعية والمجتمع والروحانية والعيش البسيط. إن النهج المتكامل للخدمة يعني العيش في هذه القيم، ويشمل إجراءات محددة للمتطوعين الذين يتحدثون إليهم ويؤسسون عليها.

## خدمة الدراسات العليا في الحرم الجامعي
يمكن العثور على الكليات والجامعات في الولايات المتحدة في بعض الأحيان أن لديها هياكل في مكان، أو موظفين معينين، الذين - مثل أقسام التطوير الوظيفي - مساعدة الطلاب المهتمين في بحثهم عن برنامج الخدمة الصحيح. وتتكون الشبكة الكاثوليكية للمتطوعين (التي كانت تسمى سابقا الشبكة الكاثوليكية لخدمة المتطوعين) من 200 منظمة عضو تضم متطوعين من الخريجين. العديد من هذه المنظمات تقارير إلى (بالإنجليزية: CVN)‏ الكليات والجامعات التي تأتي من متطوعيها، بحيث (بالإنجليزية: CVN)‏ يمكن أن تعلن عن الكليات التي ترسل معظم الطلاب إلى مناصب التطوع داخل شبكتهم. في الرتب السابقة، تصدرت جامعة نوتردام قائمة CVN.

## خدمة الدراسات العليا والدراسات العليا المستقبلية
يتم اختيار خدمة الدراسات العليا من قبل شخص عندما يكون قد حصل على درجة فقط، ولأنه التزام بدوام كامل، وبالتالي يمنع الدخول الفوري إلى برنامج درجة أكثر تقدما. ولهذا السبب، يقوم الكثيرون بخدمة الدراسات العليا مع الاهتمام بالذهاب إلى كلية الدراسات العليا عند عودتهم. وحتى هذه اللحظة، أفادت الدراسات الاستقصائية لعضوية المركز الوطني لكرة قدم المرأة في الفترة من 2001 إلى 2006 أن ثلث جميع المتطوعين العائدين المتفرغين تابعوا فترة خدمتهم بدراسات على مستوى الدراسات العليا، يعمل هذا النهج على الأمل في أن تجربة الخدمة الطويلة الأجل - وخاصة الخبرة في بناء العلاقات مع الفقراء (إذا كان ذلك موجوداً) - تجعل المرء أكثر نضجاً واستقلالية وتصميماً.